# Xanthophenax roborator
Xanthophenax roborator là một loài tò vò trong họ Ichneumonidae.